# Acer japonicum
Acer japonicum é uma espécie de árvore do gênero Acer, pertencente à família Aceraceae.